# 大家由祐子
大家 由祐子（だいけ ゆうこ、1971年8月9日 - ）は、日本の女優である。高知県出身。CESエンタテインメント所属。

## 人物
戸板女子短期大学卒業。1988年（昭和63年）にオーディション 『美感少女コンテスト』（フジテレビ）においてグランプリを受賞、芸能界デビューした。
1990年（平成2年）10月からは『オールナイトフジ』（フジテレビ）の司会を務めたほか、テレビドラマ、CM、雑誌グラビアなどに出演した。映画デビューは1996年（平成8年）に公開された 『キッズ・リターン』（監督・北野武）で、以降も北野作品に多く出演している。映画 『D坂の殺人事件』（1997年公開、監督・実相寺昭雄）ではヌードシーンを演じた。
趣味・特技は日本舞踊、三味線演奏、タップダンス、バレエ。
2015年（平成27年）4月7日、Twitterで一般男性との結婚を発表。

## 出演

### テレビ番組
- オールナイトフジ（フジテレビ） - 司会
- 志村けんのだいじょうぶだぁ（1993年、フジテレビ）
- H・I・P（テレビ朝日）

### テレビドラマ
- のんの結婚（1993年9月 - 12月、読売テレビ=日本テレビ系）
- 超光戦士シャンゼリオン（1996年4月 - 12月、テレビ東京系） - 亜李沙/闇生物ミミンガ
- ウルトラシリーズ
  - ウルトラマンティガ 第40話（1996年9月 - 1997年8月、TBS系）
  - ウルトラQ dark fantasy（2004年4月 - 9月、テレビ東京系）
- お天気お姉さん2 リョーコPuriPuri（1997年2月 - 3月、テレビ朝日系） - 主演・牧野諒子 役
- 月曜ドラマスペシャルブライダルコーディネーターの事件簿（1997年6月、TBS）
- 月曜ミステリー劇場（TBS）
  - 月曜ミステリー劇場「浅見光彦シリーズ16・坊っちゃん殺人事件」（2001年9月24日、TBS） - 稲本敦子 役
  - 月曜ミステリー劇場「狩矢警部シリーズ・京都華道家元殺人事件」（2005年10月24日） - 華形藤子 役
- ハコイリムスメ!（2003年10月 - 12月、関西テレビ=フジテレビ系）
- 忠臣蔵（2004年10月 - 12月、テレビ朝日系）
- 刑事部屋〜六本木おかしな捜査班〜 第6話ゲスト（2005年8月24日、テレビ朝日）
- 偽りの花園（2006年4月 - 6月、東海テレビ放送=フジテレビ系） - 早瀬川瑠璃子 役
- 怪奇大作戦 セカンドファイル（2007年4月、BS-Hi）
- 水曜ミステリー9（テレビ東京系）
  - 水曜ミステリー9 信濃のコロンボ事件ファイル15 『愛するあまり』（2007年10月24日） - 小宮由紀子 役
  - 水曜ミステリー9 ガンリキ 警部補・鬼島弥一2（2012年11月14日） - 氷川真澄 役
- 幻十郎必殺剣 最終話ゲスト（2008年3月14日、テレビ東京） - お波 役
- オトコマエ! 第11話ゲスト（2008年7月12日、NHK）
- 相棒（テレビ朝日）
  - 相棒 Season4 第3話「黒衣の花嫁」（2005年10月26日） - 浅葉ハルミ 役
  - 相棒 Season7 第14話「男装の麗人」（2009年2月11日） - 淀わたる 役
  - 相棒 Season13 第10話「ストレイシープ」（2015年1月1日） - 佐伯紫乃 役
  - 相棒 Season21 第4話「最後の晩餐」（2022年11月2日） - 永沢輝子 役
- 土曜ワイド劇場（テレビ朝日）
  - 土曜ワイド劇場 温泉若おかみの殺人推理20・九州別府〜雲仙〜湯布院 温泉地獄連続殺人事件（2009年5月9日） - 麻生惠子 役
  - 土曜ワイド劇場 棟居刑事シリーズ4・愛犬が暴く不倫四重奏!（2009年11月21日） - 宮沢尚美 役
  - 土曜ワイド劇場 人類学者・岬久美子の殺人鑑定（2010年9月4日） - 小宮史織 役
  - 土曜ワイド劇場 西村京太郎トラベルミステリー55・寝台特急カシオペア殺人事件（2010年11月27日） - 簑島絵里 役
  - 土曜ワイド劇場 狩矢父娘シリーズ13・京都・嵯峨野トロッコ列車殺人事件（2011年10月22日） - 立田リカ 役
  - 土曜ワイド劇場 終着駅シリーズ26・殺意の奔流（2012年10月27日） - 中倉佳世 役
  - 土曜ワイド劇場 ゴーストライターの殺人取材2・セレブの罪を代筆する女!（2015年11月14日） - 河島雪実 役
- 月曜ゴールデン（TBS）
  - 月曜ゴールデン 二重裁判（2009年6月1日）
  - 月曜ゴールデン 血痕 警科研・湯川愛子の鑑定ファイル4（2013年6月17日） - 長峰百合子 役
  - 月曜ゴールデン 狩矢警部シリーズ13・京都人形浄瑠璃殺人事件（2014年3月3日） - 谷沢由紀子 役
- 新・警視庁捜査一課9係 第7話「アロマ殺人事件」（2009年8月19日、テレビ朝日）
- 853〜刑事・加茂伸之介 第4話（2010年2月4日、テレビ朝日） - 染谷優子 役
- 水戸黄門 第42部 第1話「お前は助さん 俺は格さん・江戸」（2010年10月11日、TBS・C.A.L） - お萩の方 役
- ホンボシ〜心理特捜事件簿〜 第2話（2011年1月27日、テレビ朝日） - 巽響子 役
- 家政婦のミタ（2011年10月 - 12月、日本テレビ） - 阿須田凪子 役
- 妄想捜査〜桑潟幸一准教授のスタイリッシュな生活 第7話（2012年3月4日、テレビ朝日） - 飛田晶子 役
- 七人の敵がいる!〜ママたちのPTA奮闘記〜 第21・22話（2012年4月30日 - 5月1日、東海テレビ） - 山田日向 役
- 新・おみやさん 第3話（2012年5月3日、テレビ朝日） - 堀之内楓 役
- レジデント〜5人の研修医 第1話（2012年10月18日、TBS） - 山下葉子 役
- 遺留捜査 第3シリーズ 第1・2話（2013年4月17日・24日、テレビ朝日） - 大森恵 役
- BORDER (金城一紀)（2014年）　-　谷山看護師 役
- 科捜研の女 第14シリーズ 第6話（2014年11月20日、テレビ朝日） - 野添千尋 役
- 警視庁・捜査一課長 第6話（2016年5月19日、テレビ朝日） - 梅田三津子 役
- 忠臣蔵の恋〜四十八人目の忠臣〜（2016年 - 2017年、NHK総合） - 勝田さえ 役
- ドラマスペシャル 狙撃（2016年10月2日、テレビ朝日） - 上月美香子 役
- 遺留捜査 第6シリーズ 第8話（2021年3月4日、テレビ朝日） - 大幡洋子 役

### 映画
- キッズ・リターン（1996年、北野武監督） - サチコ 役
- D坂の殺人事件（1997年、実相寺昭雄監督）
- HANA-BI（1997年、北野武監督）
- 菊次郎の夏（1999年、北野武監督） - 正男の母 役
- Dolls（2002年、北野武監督） - 若い頃の良子 役
- ラストシーン（2002年、中田秀夫監督）
- 座頭市（2003年、北野武監督） - おきぬ 役
- 君のままで（2003年、鈴木浩介監督） - 圭子 役
- 乱歩地獄（2005年、オムニバス） - 実相寺昭雄監督「鏡地獄」
- シルバー假面（2006年、実相寺昭雄監督）
- 茶々 天涯の貴妃（2007年12月、橋本一監督、東映）
- 14才のハラワタ（2009年、佐山もえみ監督） - ワタルの母 役

### オリジナルビデオ
- 呪怨（2000年）
- 呪怨2（2000年）
- 自殺マニュアル2 中級編（2003年）
- キル・鬼ごっこ（2003年）

### CM
- P&G「リジョイ」
- 大鵬薬品「ソルマック」
- ヴァーナル化粧品
- 大塚製薬「カロリーメイト」
- リクルート「アバウトドットコム」